# Тумнінське сільське поселення
Тумні́нське сільське поселення (рос. Тумнинское сельское поселение) — сільське поселення у складі Ванінського району Хабаровського краю Росії.
Адміністративний центр та єдиний населений пункт — селище Тумнін.

## Населення
Населення сільського поселення становить 854 особи (2019; 1000 у 2010, 1352 у 2002).